# Lista orașelor din Timorul de Est

Harta Timorului de Est

Această pagină este o listă a orașelor din Timorul de Est. 
- Districtul Aileu
  - Aileu
- Districtul Ainaro
  - Ainaro
  - Hotudo
  - Maubara
- Districtul Baucau
  - Baguia
  - Baucau
  - Bucoli
  - Quelicai
  - Laga
  - Venilale
- Districtul Bobonaro
  - Atabae
  - Aubá
  - Balibo
  - Bobonaro
  - Lolotoe
  - Maliana
- Districtul Cova-Lima
  - Fatululik
  - Fohoren
  - Suai
  - Tilomar
  - Zumalai
- Districtul Dili
  - Dare
  - Dili
  - Metinaro
- Districtul Emera
  - Atsabe
  - Ermera
  - Gleno
  - Hatolina
- Districtul Lautém
  - Com
  - Fuiloro
  - Iliomar
  - Laivai
  - Lautém
  - Lore
  - Lospalos
  - Luro
  - Mehara
  - Tutuala
- Districtul Liquiçá
  - Bazartete
  - Liquiçá
  - Maubara
- Districtul Manatuto
  - Laclubar
  - Laleia
  - Manatuto
  - Natarbora
- Districtul Manufahi
  - Alas
  - Fato Berlia
  - Same
  - Turiscai
- Districtul Oecussi-Ambeno
  - Citrana
  - Nitibe
  - Oe Silo
  - Pante Macassar
  - Passabe
- Districtul Viqueque
  - Beacu
  - Lacluta
  - Ossu
  - Uatolari
  - Viqueque
- Insula Atauro
  - Berau
  - Biquele